# Mistrovství světa ve snookeru
Mistrovství světa ve snookeru se konají od roku 1927 a od roku 1977 se hrají v Crucible Theatre v anglickém městě Sheffieldu. Mistrovství světa je vyvrcholení celé snookerové sezóny. Spolu s Masters a UK Championship patří do Triple Crown, což jsou nejprestižnější turnaje ve snookeru.

## Vítězové
| Rok                         | Vítěz             | Poražený          | Konečné skóre | Sezóna  |
| --------------------------- | ----------------- | ----------------- | ------------- | ------- |
| 1927                        | Joe Davis         | Tom Dennis        | 20–11         | n/a     |
| 1928                        | Joe Davis         | Fred Lawrence     | 16–13         | n/a     |
| 1929                        | Joe Davis         | Tom Dennis        | 19–14         | n/a     |
| 1930                        | Joe Davis         | Tom Dennis        | 25–12         | n/a     |
| 1931                        | Joe Davis         | Tom Dennis        | 25–21         | n/a     |
| 1932                        | Joe Davis         | Clark McConachy   | 30–19         | n/a     |
| 1933                        | Joe Davis         | Willie Smith      | 25–18         | n/a     |
| 1934                        | Joe Davis         | Tom Newman        | 25–23         | n/a     |
| 1935                        | Joe Davis         | Willie Smith      | 25–20         | n/a     |
| 1936                        | Joe Davis         | Horace Lindrum    | 34–27         | n/a     |
| 1937                        | Joe Davis         | Horace Lindrum    | 32–29         | n/a     |
| 1938                        | Joe Davis         | Sidney Smith      | 37–24         | n/a     |
| 1939                        | Joe Davis         | Sidney Smith      | 43–30         | n/a     |
| 1940                        | Joe Davis         | Fred Davis        | 37–36         | n/a     |
| 1941–1945 turnaj se nekonal |                   |                   |               |         |
| 1946                        | Joe Davis         | Horace Lindrum    | 78–67         | n/a     |
| 1947                        | Walter Donaldson  | Fred Davis        | 82–63         | n/a     |
| 1948                        | Fred Davis        | Walter Donaldson  | 84–61         | n/a     |
| 1949                        | Fred Davis        | Walter Donaldson  | 80–65         | n/a     |
| 1950                        | Walter Donaldson  | Fred Davis        | 51–46         | n/a     |
| 1951                        | Fred Davis        | Walter Donaldson  | 58–39         | n/a     |
| 1952                        | Horace Lindrum    | Clark McConachy   | 94–49         | n/a     |
| Výzvy                       |                   |                   |               |         |
| 1964                        | John Pulman       | Fred Davis        | 19–16         | n/a     |
| 1964                        | John Pulman       | Rex Williams      | 40–33         | n/a     |
| 1965                        | John Pulman       | Fred Davis        | 37–36         | n/a     |
| 1965                        | John Pulman       | Rex Williams      | 25–22         | n/a     |
| 1965                        | John Pulman       | Fred Van Rensburg | 39–12         | n/a     |
| 1966                        | John Pulman       | Fred Davis        | 5–2 (matches) | n/a     |
| 1968                        | John Pulman       | Eddie Charlton    | 39–34         | n/a     |
| Knockout turnaje            |                   |                   |               |         |
| 1969                        | John Spencer      | Gary Owen         | 37–24         | n/a     |
| 1970                        | Ray Reardon       | John Pulman       | 37–33         | n/a     |
| 1971                        | John Spencer      | Warren Simpson    | 37–29         | n/a     |
| 1972                        | Alex Higgins      | John Spencer      | 37–32         | n/a     |
| 1973                        | Ray Reardon       | Eddie Charlton    | 38–32         | n/a     |
| 1974                        | Ray Reardon       | Graham Miles      | 22–12         | 1973/74 |
| 1975                        | Ray Reardon       | Eddie Charlton    | 31–30         | 1974/75 |
| 1976                        | Ray Reardon       | Alex Higgins      | 27–16         | 1975/76 |
| Crucible Theatre            |                   |                   |               |         |
| 1977                        | John Spencer      | Cliff Thorburn    | 25–21         | 1976/77 |
| 1978                        | Ray Reardon       | Perrie Mans       | 25–18         | 1977/78 |
| 1979                        | Terry Griffiths   | Dennis Taylor     | 24–16         | 1978/79 |
| 1980                        | Cliff Thorburn    | Alex Higgins      | 18–16         | 1979/80 |
| 1981                        | Steve Davis       | Doug Mountjoy     | 18–12         | 1980/81 |
| 1982                        | Alex Higgins      | Ray Reardon       | 18–15         | 1981/82 |
| 1983                        | Steve Davis       | Cliff Thorburn    | 18–6          | 1982/83 |
| 1984                        | Steve Davis       | Jimmy White       | 18–16         | 1983/84 |
| 1985                        | Dennis Taylor     | Steve Davis       | 18–17         | 1984/85 |
| 1986                        | Joe Johnson       | Steve Davis       | 18–12         | 1985/86 |
| 1987                        | Steve Davis       | Joe Johnson       | 18–14         | 1986/87 |
| 1988                        | Steve Davis       | Terry Griffiths   | 18–11         | 1987/88 |
| 1989                        | Steve Davis       | John Parrott      | 18–3          | 1988/89 |
| 1990                        | Stephen Hendry    | Jimmy White       | 18–12         | 1989/90 |
| 1991                        | John Parrott      | Jimmy White       | 18–11         | 1990/91 |
| 1992                        | Stephen Hendry    | Jimmy White       | 18–14         | 1991/92 |
| 1993                        | Stephen Hendry    | Jimmy White       | 18–5          | 1992/93 |
| 1994                        | Stephen Hendry    | Jimmy White       | 18–17         | 1993/94 |
| 1995                        | Stephen Hendry    | Nigel Bond        | 18–9          | 1994/95 |
| 1996                        | Stephen Hendry    | Peter Ebdon       | 18–12         | 1995/96 |
| 1997                        | Ken Doherty       | Stephen Hendry    | 18–12         | 1996/97 |
| 1998                        | John Higgins      | Ken Doherty       | 18–12         | 1997/98 |
| 1999                        | Stephen Hendry    | Mark Williams     | 18–11         | 1998/99 |
| 2000                        | Mark Williams     | Matthew Stevens   | 18–16         | 1999/00 |
| 2001                        | Ronnie O'Sullivan | John Higgins      | 18–14         | 2000/01 |
| 2002                        | Peter Ebdon       | Stephen Hendry    | 18–17         | 2001/02 |
| 2003                        | Mark Williams     | Ken Doherty       | 18–16         | 2002/03 |
| 2004                        | Ronnie O'Sullivan | Graeme Dott       | 18–8          | 2003/04 |
| 2005                        | Shaun Murphy      | Matthew Stevens   | 18–16         | 2004/05 |
| 2006                        | Graeme Dott       | Peter Ebdon       | 18–14         | 2005/06 |
| 2007                        | John Higgins      | Mark Selby        | 18–13         | 2006/07 |
| 2008                        | Ronnie O'Sullivan | Allister Carter   | 18-8          | 2007/08 |
| 2009                        | John Higgins      | Shaun Murphy      | 18-9          | 2008/09 |
| 2010                        | Neil Robertson    | Graeme Dott       | 18-13         | 2009/10 |
| 2011                        | John Higgins      | Judd Trump        | 18-15         | 2010/11 |
| 2012                        | Ronnie O'Sullivan | Allister Carter   | 18-11         | 2011/12 |
| 2013                        | Ronnie O'Sullivan | Barry Hawkins     | 18-12         | 2012/13 |
| 2014                        | Mark Selby        | Ronnie O'Sullivan | 18-14         | 2013/14 |
| 2015                        | Stuart Bingham    | Shaun Murphy      | 18-15         | 2014/15 |
| 2016                        | Mark Selby        | Ding Junhui       | 18-14         | 2015/16 |
| 2017                        | Mark Selby        | John Higgins      | 18-15         | 2016/17 |
| 2018                        | Mark Williams     | John Higgins      | 18-16         | 2017/18 |
| 2019                        | Judd Trump        | John Higgins      | 18-9          | 2018/19 |
| 2020                        | Ronnie O'Sullivan | Kyren Wilson      | 18-8          | 2019/20 |
| 2021                        | Mark Selby        | Shaun Murphy      | 18-15         | 2020/21 |
| 2022                        | Ronnie O'Sullivan | Judd Trump        | 18-13         | 2021/22 |
| 2023                        | Luca Brecel       | Mark Selby        | 18-15         | 2022/23 |
| 2024                        | Kyren Wilson      | Jak Jones         | 18-14         | 2023/24 |
| 2025                        | Xintong Zhao      | Mark Williams     | 18-12         | 2024/25 |